# ناتان برنز
ناتان برنز (انگلیسی: Nathan Burns؛ زادهٔ ۷ مهٔ ۱۹۸۸) یک بازیکن فوتبال، و ورزشکار اهل استرالیا است.
از باشگاه‌هایی که در آن بازی کرده‌است می‌توان به باشگاه فوتبال آ.ا.ک آتن، باشگاه فوتبال آدلاید یونایتد، و اینچئون یونایتد اشاره کرد.
وی همچنین در تیم ملی فوتبال استرالیا بازی کرده‌است.